# خرامه
خرامه (بالفارسية: خرامه) هي منطقة سكنية تقع في محافظة فارس في إيران. يقدر عدد سكانها بـ 21,683 نسمة .